# Alexandra Kosteniuk
Alexandra Kostantinovna Kosteniuk (em russo:  Александра Константиновна Костенюк; Perm, 23 de abril de 1984) é uma Grande Mestre de Xadrez russa. Kosteniuk foi a Campeã Mundial de Xadrez entre 2008 e 2010.

## Carreira
Kosteniuk aprendeu a jogar xadrez aos cinco anos com seu pai. Sua irmã mais nova Oksana é uma Mestre Internacional feminina. 
Em 2001, aos 17 anos, Kosteniuk chegou à final do campeonato mundial de xadrez feminino, mas foi vencida por Zhu Chen. Três anos mais tarde, ela se tornou campeã europeia ao vencer o torneio em Dresden, na Alemanha.
Em 2005 venceu o campeonato russo feminino.
Em agosto de 2006, ela se tornou a primeira campeã mundial de Xadrez 960 ao vencer a mais forte jogadora alemã, Elisabeth Pähtz, por 5.5 a 2.5. Kosteniuk manteve seu título em 2008 ao vencer Kateryna Lahno por 2.5 a 1.5. No entanto, seu maior sucesso foi vencer o Campeonato Mundial Feminino de Xadrez de 2008, derrotando na final a menina prodígio chinesa Hou Yifan, por 2.5 a 1.5. Entretanto, Alexandra não conseguiu manter o título no Campeonato de 2010, tendo sido eliminada nas oitavas de final pela chinesa Lufei Ruan.

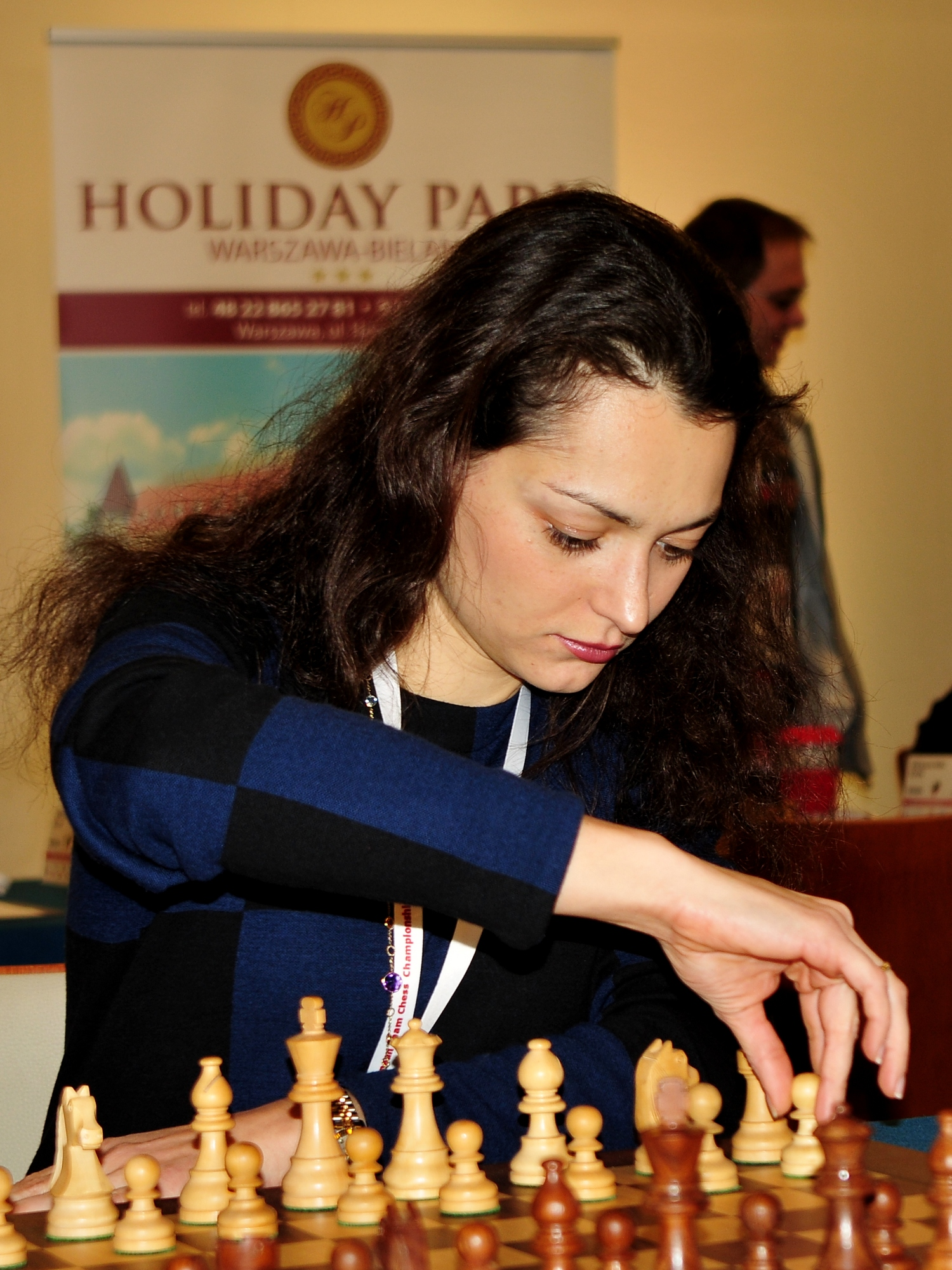
GM Alexandra Kosteniuk, Campeonato Europeu por Equipes de Xadrez Varsóvia 2013

Em novembro de 2004, Kosteniuk recebeu o título de Grande Mestre, sendo a décima segunda mulher a receber o mais alto título da Federação Internacional de Xadrez (FIDE). 
Em 2013, Kosteniuk se tornou a primeira mulher a vencer o Campeonato Suíço de Xadrez absoluto.
Em 2014, empatou em primeiro lugar com Kateryna Lagno no Campeonato Mundial Feminino de Rápido, disputado em Khanty-Mansiysk, e conquistou a medalha de prata no desempate, com Lagno vencendo o confronto direto.
Em 2015, Kosteniuk venceu o Campeonato Europeu Feminino de Rápido ACP em Kutaisi.  Em julho do mesmo ano, ela perdeu o playoff do campeonato suíço para Vadim Milov e foi declarada campeã suíça feminina.
Em 2016, Kosteniuk venceu novamente o Campeonato Russo Feminino.
Em 2017 ela venceu o Campeonato Europeu Feminino de Blitz ACP em Monte Carlo.
Em novembro de 2019 venceu o campeonato europeu feminino de rapidez e blitz em Mônaco
Entre julho e agosto de 2021, Kosteniuk participou da primeira Copa do Mundo de Xadrez Feminino, um torneio eliminatório de 103 jogadores em Sochi, na Rússia, realizado paralelamente à Copa do Mundo de Xadrez aberta. Iniciando em 14º lugar no torneio, ela venceu todas as partidas clássicas sem precisar jogar o desempate, derrotando Deysi Cori, Pia Cramling, Mariya Muzychuk, Valentina Gunina e Tan Zhongyi, antes de vencer o torneio com uma pontuação de 1,5 a 0,5 contra a cabeça-de-chave Aleksandra Goryachkina nas finais. Além de US$ 50.000 em prêmios em dinheiro, ela também ganhou 43 pontos de classificação e uma vaga no Torneio de Candidatas de 2022, onde acabou sendo eliminada nas quartas de final pela GM Aleksandra Goryachkina 
Em março de 2023, ela trocou sua federação para a suíça, em resposta a invasão da Ucrânia pela Rússia.
Em dezembro de 2023 foi vice-campeã mundial feminina de blitz.
Em janeiro de 2024 ela venceu o campeonato europeu de rápidas e blitz
Representou a Rússia em 8 olimpíadas femininas de xadrez, ganhando 6 medalhas por equipes (3 ouros, 2 pratas e 1 bronze) e 3 medalhas individuais (1 ouro, 1 prata e 1 bronze).
Também representou a Rússia em 8 Campeonatos Europeus Femininos por equipes, conquistando 8 medalhas por equipes (5 ouros, 1 prata e 2 bronzes) e 8 medalhas individuais (5 ouros, 1 prata e 2 bronzes).

## Jogos notáveis
Magnus Carlsen vs Alexandra Kosteniuk - World Blitz Championship (2009)
Viswanathan Anand vs Alexandra Kosteniuk World Blitz Championship (2009)